# Tharandt
Tharandt település Németországban, azon belül Szászország tartományban. Lakosainak száma 5467 fő (2023. december 31.). Tharandt Freital, Dorfhain, Klingenberg és Wilsdruff községekkel határos.

## Népesség
A település népességének változása:
| Lakosok száma | 5433 | 5423 | 5417 | 5471 | 5467 |
|               | 2017 | 2019 | 2021 | 2022 | 2023 |